# Ярема, Александр Михайлович
Александр Михайлович Ярема — украинский актёр и ведущий. Выпускник Киевского национального университета театра, кино и телевидения имени Ивана Карпенко-Карого. Ведущий программы «УсоЛапоХвост» на телеканале СТБ. Заслуженный артист Украины (2024).

## Биография
Родился 26 апреля 1972 года в Киеве.
Уже в 6 лет вместе с семьей переехал в Херсон.
В 1996 году окончил Киевский государственный институт театрального искусства им. Карпенко-Карого (мастерская Л.Олейника).
С 1996 года — актёр Киевского ТЮЗа на Липках.
С 2007 по 2013 годы был ведущим передачи «УсоЛапоХвост» на канале СТБ.
Снимался в фильмах «Мамаду», «Золотая лихорадка», а также в сериалах «Все включено», «Городской роман», «Утесов. Песня длиной из жизни», «Вечерка», «Папаньки».

## Фильмография
- 2022 «Папаньки-4» (Украина), сосед Егора;
- 2022 «Дом Бобринских» (Украина), Фёдор Михайлович Конюхов — отец Милы;
- 2021 «Папаньки-3» (Украина), сосед Егора;
- 2020 «Чужая семья» (Украина);
- 2020 «Перевод не требуется» (укр. Переклад не потрібен) (Украина), Павел;
- 2020 «Эксперт» (Украина), Андрей Иванович Закревский;
- 2019 «Тайсон» (Украина), Аркадий Алексеевич Зернов — начальник отделения банка;
- 2019 «Тайная любовь» (укр. Таємне кохання) (Украина), Виктор Иванович;
- 2019 «Солнечный ноябрь» (Украина), врач;
- 2019 «Смотрящая вдаль» (укр. Та, що бачить завтра) (Украина), Борис Сальский — главная роль;
- 2019 «Сердце матери» (Украина), Тарас Аркадьевич Сазанов — начальник финансового отдела;
- 2019 «Семья на год» (укр. Родина на рік) (Украина), Пётр Сергеевич — владелец рекрутингового агентства;
- 2019 «Пёс-5» (Украина), Куницын (7 серия «Рыцари»);
- 2019 «Номера» (англ. Numbers) (укр. Номери) (Польша, Украина, Франция, Чехия), Первый;
- 2019 «Наталка Полтавка» (Украина, не был завершен);
- 2019 «Если ты меня простишь» (укр. Якщо ти мене пробачиш) (Украина), Дмитрий Степанович — отец Степана;
- 2019 «Генделык» (англ. Gendelyk, The) (укр. Генделик) (Украина);
- 2019 «Безумная свадьба-2» (укр. Скажене весілля 2) (Украина);
- 2018-2019 «Дочки-матери» (укр. Доньки-матері) (Украина), хозяин собаки;
- 2018 «Чужая жизнь» (Украина), эпизод;
- 2018 «Седьмой гость» (Россия, Украина), хозяин автомастерской;
- 2018 «Обмани себя» (укр. Обмани себе) (Украина), охранник музея;
- 2018 «Нулевой цикл» (Украина), Александр Зарубин - главный архитектор бюро;
- 2018 «Затмение» (укр. Затемнення) (Украина), Николай Тимофеевич - ветеринар;
- 2018 «Замкнутый круг» (укр. Замкнене коло) (Украина), врач;
- 2018 «Выше только любовь» (укр. Вище тільки кохання) (Украина), Глеб Аркадьевич Смутьянов - директор цирка;
- 2018 «Виноград» (Украина), Андрей Сергеевич - начальник Олега;
- 2016 «Онлайн 5.0», один из героев;
- 2016 «По законам военного времени» (Россия, Украина), сотрудник банка;
- 2016 «Экспресс-командировка» (укр. Експрес-відрядження) (Украина), Степан Лукич Пичугин — сотрудник журнала;
- 2016 «Депутатики» (укр. Недотуркані) (Украина), Юрий Михайлович — посол России на Украине (главная роль);
- 2015 «Две жизни» (укр. Чуже життя) (Украина), Швитай — адвокат;
- 2015 «Отдел 44» (укр. Відділ 44) (Украина), Пётр Андреевич Ждан — врач (51 серия «Аллергия»);
- 2015 «Онлайн 4.0», один из героев;
- 2015 «Битва за Севастополь», сотрудник посольства СССР в США;
- 2015-2016 «Свет и тень маяка» (Россия, Украина), эпизод;
- 2014 «Коньки для чемпионки» (Украина), Степан;
- 2014 «Белые волки-2», Станислав Геннадьевич — коммерческий директор;
- 2014 «Онлайн. Вне сети», один из героев;
- 2014 «Брат за брата-3» (Россия, Украина), Булыгин — таксист;
- 2014 «Пляж» (Россия, Украина), Никифоров (16 фильм «Точки над Ё»);
- 2014 «Копы из Перетопа» (Россия, Украина);
- 2014 «В сети» (укр. В мережі) (Украина);
- 2014 «Личное дело» (Украина), Тимофей Тимофеевич Грушин — предприниматель;
- 2014 «Онлайн 2.0», один из героев;
- 2014 «Сашка» (Украина), Орест — худрук театра;
- 2014 «Пока станица спит» (Россия, Украина), Карасик — кредитор;
- 2013 «Кривое зеркало души» (Украина), Сергей Рындин — пьяница-сосед Клавдии Григорьевны;
- 2013 «Онлайн», один из героев;
- 2013 «Шулер» (Россия, Украина), Николай Семёнович — кассир;
- 2013 «Шеф полиции» (Россия, Украина), судмедэксперт;
- 2012-2013 «Дневник беременной», учитель;
- 2012 «Джамайка», врач;
- 2012 «Байки Митяя» (Украина), сторож на страусиной ферме;
- 2011-2013 «Три сестры» (Украина), один из героев;
- 2010-2013 «Ефросинья» (Россия, Украина), сотрудник в фирме Мартынова;
- 2010 «Возвращение Мухтара-6», водитель (32 серия «Болтун и ловелас»);
- 2009 «Сваты-3» (Украина), Михаил Сергеевич ― водитель хлебовоза;
- 2009 «Две стороны одной Анны» (Украина), режиссер на съёмке сериала;
- 2008 «Весёлые улыбки» (Украина);
- 2008 «Чёрное платье» (Украина), страховой агент;
- 2007 «Возвращение Мухтара-4», администратор театра (32 серия «Король Лис»);
- 2006 «Возвращение Мухтара-3», Вася (10 серия «Думай о хорошем»);
- 2005 «Возвращение Мухтара-2», водитель (1 серия «Автогонщики»);
- 2005 «Весёлая хата» (укр. Весела хата) (Украина);
- 2004 «Русское лекарство», эпизод;
- 2004 «Небо в горошек» (Украина), сержант;
- 2003 «Жилищно-эксплуатационная комедия» (укр. Житлово-експлуатацiйна комедiя), Саша — сантехник (главная роль);
- 2003 «Весёлая компания» (Россия, Украина), археолог;
- 2002 «Золотая лихорадка» (Украина), Олег;
- 2000 «Мойщики автомобилей» (укр. Мийники автомобілів) (Украина), эпизод;
- 2000 «Полное Мамаду» (укр. Повне Мамаду) (Украина), лейтенант Ваня, музыкант Карл.

## Награды и номинации
- Заслуженный артист Украины (22 января 2024 года) — за значительные заслуги в укреплении украинской государственности, мужество и самоотверженность, проявленные в защите суверенитета и территориальной целостности Украины, весомый личный вклад в развитие различных сфер общественной жизни, добросовестное выполнение профессионального долга[1].

| Награды и номинации | Награды и номинации | Награды и номинации                          | Награды и номинации | Награды и номинации |
| Год                 | Премия              | Номинация                                    | Робота              | Результат           |
| ------------------- | ------------------- | -------------------------------------------- | ------------------- | ------------------- |
| 2017                | Киевская пектораль  | Лучшее исполнение мужской роли второго плана | «Без вины виноваты» | Номинация           |

## Театральные работы

### Киевский академический театр юного зрителя на Липках
- 1986 — «Король Дроздобород»
- 1998 — «Волшебная Пеппи»
- 2002 — «Ромео и Джульетта»
- 2002 — «Волки и…»
- 2003 — «Кукольный дом»
- 2004 — «Чайка»
- 2005 — «Лесная песня»
- 2005 — «Ярмарковая кутерьма»
- 2006 — «Химера»
- 2008 — «Романтик с планеты eBay»
- 2009 — «Шинель»
- «Безумный день»

### Киевский академический театр «Золотые ворота»
- 2015 — «Королева красоты, или перед смертью не вдохновляешься» по пьесе «Красавица из Линена» Мартина Мак-Доны; реж. Максим Голенко — Мэг Фолан;
- 2017 — «Папа, ты меня любил?» по пьесе «Тихий шорох исчезающих шагов» Дмитрия Богославского; реж. Стас Жирков — Дмитрич (папа).

### Дикий Театр
- 2017 — «Афродизиак» Виктора Понизова; реж. Максим Голенко — мадам Фрашон
- 2018 — «Кицюня» по пьесе «Лейтенант с острова Инишмор» Мартина Мак-Доны; реж. Максим Голенко — Донни
- 2019 — «Поймать Кайдаша» спектакль-променад по пьесе Натальи Ворожбит; реж. Максим Голенко — Омелько Кайдаш
- 2019 — «Кайдаши 2.0.» Натали Ворожбит по мотивам сериала «Поймать Кайдаша», написанного по мотивам повести «Кайдашева семья» И. Нечуя-Левицкого; реж. Максим Голенко — Омелько Кайдаш
- 2020 — «Обиженные. Беларусь (сия)» Андрея Курейчика; реж. Максим Голенко — Старый

### Театральное агентство «ТЕ-АРТ»
- 2018 — «Холостяки и холостячки» Ханоха Левина; реж. Максим Голенко
- 2019 — «Хочу сниматься в кино, или Любовь не по сценарию» Нила Саймона; реж. Артур Артименьев

### Национальный академический драматический театр имени Ивана Франко
В театре Франко работает с 2019 года:
- 2019 — «Лунаса» по пьесе «Танцы на Луназу» Брайана Фрила; реж. Андрей Приходько — Джек
- 2019 — «Поминальная молитва» Г. Горина по мотивам сборника рассказов Шолом-Алейхема «Тевье-Молочар»; реж. обновления Дмитрий Чирипюк — Степан (обновление легендарного спектакля «Тевье-Тевель», поставленного Сергеем Данченко в 1989 году)
- 2020 — «Украденное счастье» И. Франко; реж. Дмитрий Богомазов — Николай Задорожный[3][4]
- 2020 — «Крум» Ханоха Левина; реж. Давид Петросян — Тугати

### Другие театры
- 2017 — «Homo Soveticus» по мотивам пьесы «Потерпевший Гольдинер» Виктора Шендеровича; реж. Максим Голенко (Театр «Ампулка»)
- 2019 — «Энеида-XXI» Виталий Ченский по мотивам поэмы «Энеида» Ивана Котляревского; реж. Максим Голенко — Анхиз (Одесский академический украинский музыкально-драматический театр имени В. Василько и «Дикий Театр», г. Киев)
- 2019 — «Зойкина квартира» Михаила Булгакова; реж. Максим Голенко — Борис Семенович Гусь-Ремонтный, коммерческий директор треста тугоплавких металлов (Киевский академический драматический театр на Подоле)[5]
- 2019 — «Дон Жуан» Марины Смеленец; реж. Максим Голенко (Антреприза, г. Киев)

## Примечание
1. ↑  Указ Президента Украины от 22 января 2024 года № 16/2024 «О награждении государственными наградами Украины по случаю Дня Соборности Украины». Дата обращения: 23 января 2024. Архивировано 22 января 2024 года.
2. ↑  Александр Ярема на сайте Театра им. И. Франка. Дата обращения: 16 июля 2020. Архивировано 30 июня 2020 года.
3. ↑  Іван БАБЕНКО, Тетяна ПОЛІЩУК. Соціальна дистанція як... художній засіб. Столичні франківці представили «Украдене щастя» — першу прем’єру після послаблення карантину (неопр.). «День» (3 июля 2020). Дата обращения: 16 июля 2020. Архивировано 3 июля 2020 года.
4. ↑  Едуард ОВЧАРЕНКО. Олександр ЯРЕМА: «Краще про мене розкажуть мої ролі» (неопр.). «I-UA.tv» (15 июля 2020). Дата обращения: 16 июля 2020. Архивировано 30 сентября 2020 года.
5. ↑  Сергій ВИННИЧЕНКО. Двічі в одну «Зойчину квартиру» (неопр.). Портал «Театральна риболовля» (5 мая 2020). Дата обращения: 26 мая 2021. Архивировано 27 февраля 2021 года.